# 胡耀昌
胡耀昌（英語：Max Wu Yiu-cheong，1988年—），香港政治人物，生於香港，已婚。前香港大埔區議會新富選區議員，曾擔任新民主同盟秘書長。曾任職商業電台節目主持及節目助理，曾任職范國威議員辦事處政策研究主任。2021年5月9日，胡耀昌以議會空間被封堵，無法履行從政抱負為由，決定辭任大埔區議員，同時退出新民主同盟。胡耀昌現居加拿大，擔任香港監察社區外展及傳訊顧問。

## 簡歷
2011年畢業於香港樹仁大學新聞與傳播學系，畢業後加入商業電台任職《在晴朗的一天出發》節目助理，其後獲機會擔任節目主持。
2012年底加入范國威議員辦事處擔任政策研究主任，主力於立法會負責政策研究，曾參與網絡廿三條、高鐵超支的審議。亦參與范國威著作《務實本土》的編撰。
2015年香港區議會選舉及2016年香港立法會選舉均為范國威助選。
2016年成為新民主同盟社區主任，繼續其地區服務。
2018年當選為新民主同盟秘書長。

### 大埔墟站新增閉路電視
在讓民意走出連儂隧道－810大埔遊行舉行前，發現大埔墟站增加了19個閉路電視鏡頭，而這些影像能直播到警署。他認為大埔已成為監控之都，也是配合大陸公安追蹤出入羅湖邊境的香港人。

## 參加2019年區議會選舉
胡耀昌2019年宣布參選區議會選舉新富選區，最終以逾56%得票率當選。
| 政党   | 政党       | 候选人    | 票数  | %     | ± |
| ------ | ---------- | --------- | ----- | ----- | - |
|        | 經民聯     | ①. 羅曉楓 | 3,424 | 43.57 |   |
|        | 新民主同盟 | ②. 胡耀昌 | 4,435 | 56.43 |   |
| 多数票 | 多数票     | 多数票    | 1,011 | 12.86 |   |

## 外部連結
- 新民主同盟对胡耀昌的簡介
- 胡耀昌Facebook專頁
- 胡耀昌Instagram專頁
- Journesis|胡耀昌文集
- 胡耀昌YouTube頻道